# Järnbron
Järnbron nebo Jernbron je zavěšená lávka v centru švédského města Uppsala v provincii Uppsala v blízkosti tamní katedrály. Patří k nejstarším zavěšeným mostům na světě.
Most byl postaven podle návrhu švédského architekta George Theodora Chiewitza v 40. letech 19. století na místě dnešního mostu St: olofsbron a poprvé zpřístupněn v roce 1846, ale kvůli rekonstrukci po přetržení nosného lana byl oficiálně otevřen až 1. října 1848. V té době byl most přezdívaný také jako Prins Carls bro, Most princa Karla, který v té době studoval na zdejší univerzitě. Na mostní pylony byla použita litina z lokality Brevens bruk jižně od Örebro. V polovině 20. století se most prokázal jako nevyhovující a proto byl v roce 1964 most demontován. V roce 1986 na 700. výročí přejmenování města Östra Aros na dnešní Uppsala bylo rozhodnuto o rekonstrukci mostu. Zrekonstruovaný byl o rok později několik desítek metrů dál proti proudu od původního místa a znovuotevřený 8. září 1987.